# Horneridae
Horneridae zijn een familie van mosdiertjes (Bryozoa) uit de orde van de Cyclostomatida.

## Taxonomie
De volgende geslachten zijn bij de familie ingedeeld:
- Eohornera Brood, 1972 †
- Filicavea d'Orbigny, 1853 †
- Frontohornera Grischenko, Gordon & Melnik, 2018
- Hornera Lamouroux, 1821
- Siphodictyum Lonsdale, 1849 †
- Spinihornera Brood, 1979

### Synoniemen
- Crassohornera Waters, 1887 => Hornera Lamouroux, 1821
- Monodesmopora Udin, 1964 => Hornera Lamouroux, 1821
- Retihornera Kirchenpauer, 1869 => Hornera Lamouroux, 1821
- Semicellaria d'Orbigny, 1853 † => Siphodictyum Lonsdale, 1849 †